# Baku statsuniversitet

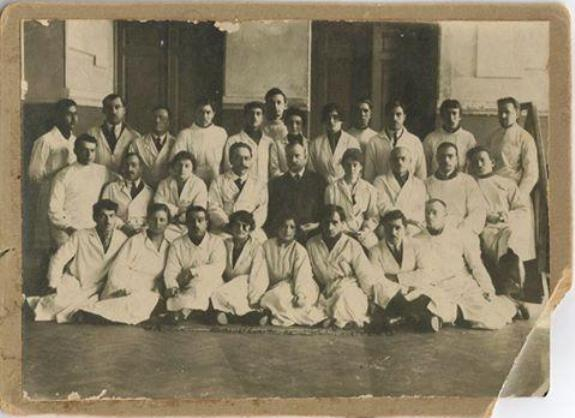
Studenter från den medicinska fakulteten vid Baku-universitetet 1923.

Baku statsuniversitets vapen anno 1919.

Baku statsuniversitet, (BDU) (azerbajdzjanska: Bakı Dövlət Universiteti: Bakı Dövlät Universiteti), är ett statligt universitet i Baku i regionen Apsjeron i Azerbajdzjan. Universitetet har ungefär 13 000 studenter och 1 300 lärare och administrativ personal. Konkurrensen om studieplatser är hård, tre sökande per plats och för vissa fakulteter tio sökande per plats.

## Historik
Universitetet inrättades 1919 efter beslut av Azerbajdzjans parlament, "som ett nytt utbildningscentrum, där Europa och Asien möts". Första året hade universitetet två fakulteter, i filologi och medicin och 1094 inskrivna studenter. Snart utökades faktuleterna till fyra stycken: historia och filologi, fysik och matematik, juridik och medicin. Den förste rektorn för universitetet var Vasilij Razumovskij, en tidigare professor i kirurgi vid Kazanuniversitetet.
Bland de ledande professorerna 1920–1940 fanns den azerbajdzjanska författaren Äbdürrähim bäy Haqverdiyev, professorn i orientalistik P.K. Zjuze, professor A.O. Makovelskij och professor A.O. Mişel.
1930 stängdes universitetet för en omorganisation av den högre utbildningen. Det ersattes då med ett pedagogiskt institut, men återupprättades 1943 och kunde upprätthålla sin verksamhet under andra världskriget, trots bristen på lärare.
Vid 40-årsjubileet 1959 hade universitet 13 fakulteter. Bland studenterna från Bakus universitet har två tidigare azerbajdzjanska presidenter hämtats, Äbülfäz Elçibäy  och Gejdar Alijev. Elçibäy läste vid fakulteten för arabiska språk och litteratur, medan Alijev, som kom att dominera azeriskt politiska liv i mer än trettio år, läste vid historiska fakulteten. Nobelpristagaren i fysik (1962), Lev Landau, studerade vid universitet mellan 1922 och 1924.
I juni 2000 erhöll BDU autonomi som universitet efter ett beslut av landets dåvarande president, Gejdar Alijev.
BDU är det enda azeriska universitet som rankas internationellt. Det återfinns i URAP:s (University Ranking by Academic Performance) på 1872:e plats (2014).
Flera av republikens universitet, till exempel Azerbajdzjans medicinska universitet, Azerbajdzjans ekonomiska universitet, Azerbajdzjanska statens pedagogiska universitet och Azerbajdzjans vetenskapsakademi har avknoppats från Baku statsuniversitet.

## Fakulteter
Följande fakulteter fanns vid universitetet 2014.
1. Tillämpad matematik och ekonomisk cybernetik
2. Fysik
3. Mekanik och matematik
4. Kemi
5. Biologi
6. Ekologi och markvetenskap
7. Geologi
8. Geografi
9. Historia
10. Filologi
11. Teologi
12. Internationella relationer och ekonomi
13. Journalistik
14. Juridik
15. Orientalistik
16. Socialvetenskap och psykologi
17. Biblioteks- och informationsvetenskap[5]

## Alumner
- Intiqam Äliyev (född 1962), människorättskämpe
- Aslan Aslanov (född 1951), generaldirektör för Azerbajdzjans nyhetsbyrå (AZERTAC)
- Vüqar Aslanov (född 1964), författare och journalist
- Äläviyyä Babayeva (född 1921), azerbajdzjansk författare
- Anar Bağırov (född 1976), advokat
- Mähärräm Qasımlı (född 1958), litteraturforskare och folklorist
- Lev Landau (född 1908), teoretisk fysiker
- Rauf Mirqädirov (född 1961), journalist
- Äli Ömärov (född 1947), riksåklagare i Azerbajdzjan
- Alec Rasizade (född 1947), amerikansk historiker och statsvetare
- Arif Yunus (född 1955), historiker